# Курегово (Малопургинський район)
Куре́гово (рос. Курегово, удм. Куреггурт) — присілок в Малопургинському районі Удмуртії, Росія.
Урбаноніми:
- вулиці — 10-а, Гожнинська, Зарічна, Клубна, Нагірна, Таганська, Центральна, Шкільна
- провулки — Гожнинський, Зарічний

## Населення
Населення — 370 осіб (2010; 361 в 2002).
Національний склад станом на 2002 рік:
- удмурти — 98 %